# Ведмежа печера
Вкдмежа печера — найдовша печера в горах Снєжник, які є частиною гір Судети. Це було виявлено в 1966 році поблизу села Клетно в Польщі. Відома численними розкопками печерного ведмедя.

## Історія
Перші 200 м (660 фут) печери були виявлені в жовтні 1966 р. під час видобутку корисних копалин у новоствореному кар'єрі Клетно III. У 1967 році були відкриті нові коридори, а в січні 1972 року — найнижчі частини. Нові частини печери були виявлені в 2014—2015 роках. Загалом печера має довжину понад 2 км (1,2 миля) і в даний час є найдовшою печерою в горах Судети.

## Географія
Печера розташована праворуч від долини потоку Клесниця у масивній частині Сніжник-Клодзкі гір Судети. Знаходиться на висоті 790 м над рівнем гори Гора Строма (1166,8 м).

## Викопні залишки тварин
Всередині печери був знайдений багатий кістковий матеріал плейстоценових тварин, переважно ссавців, таких як бурий ведмідь, печерний лев, гієна, вовк, кабан та інші. Серед кісткового матеріалу домінуючими були кістки печерного ведмедя, що становило майже 90 % розкопок.

## Галерея

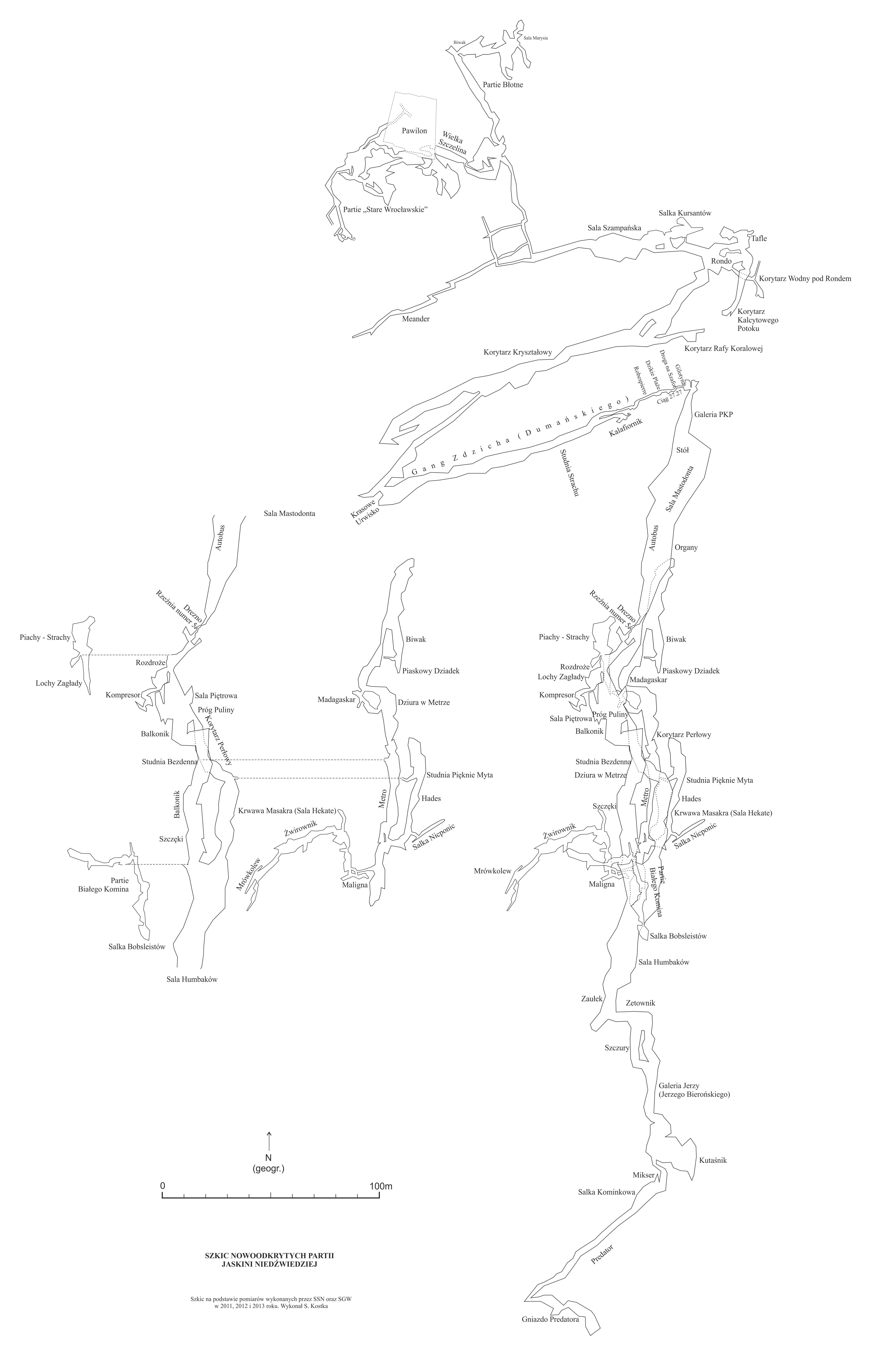
Plan of the cave
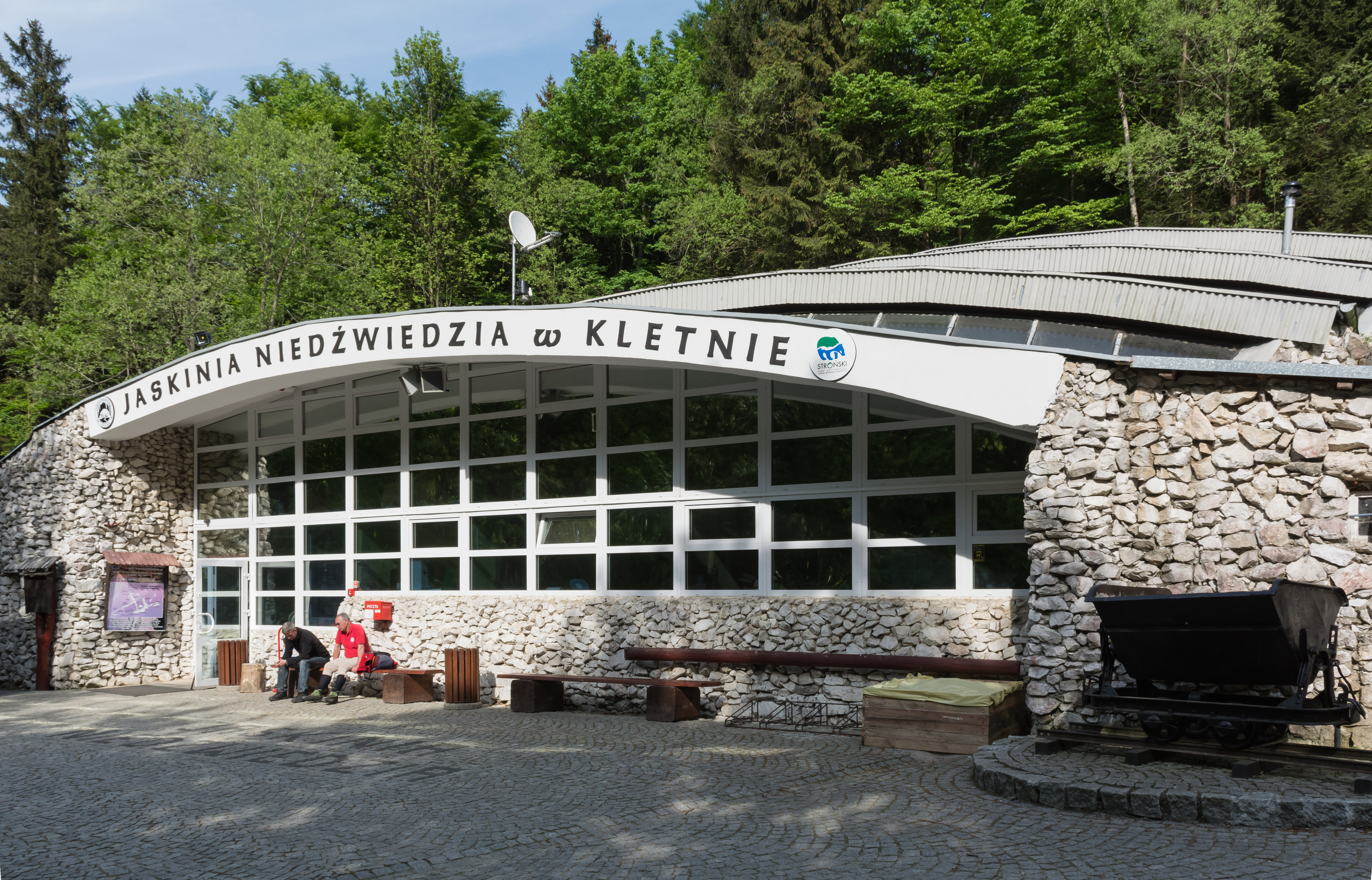
Entry to pavillon of Bear Cave
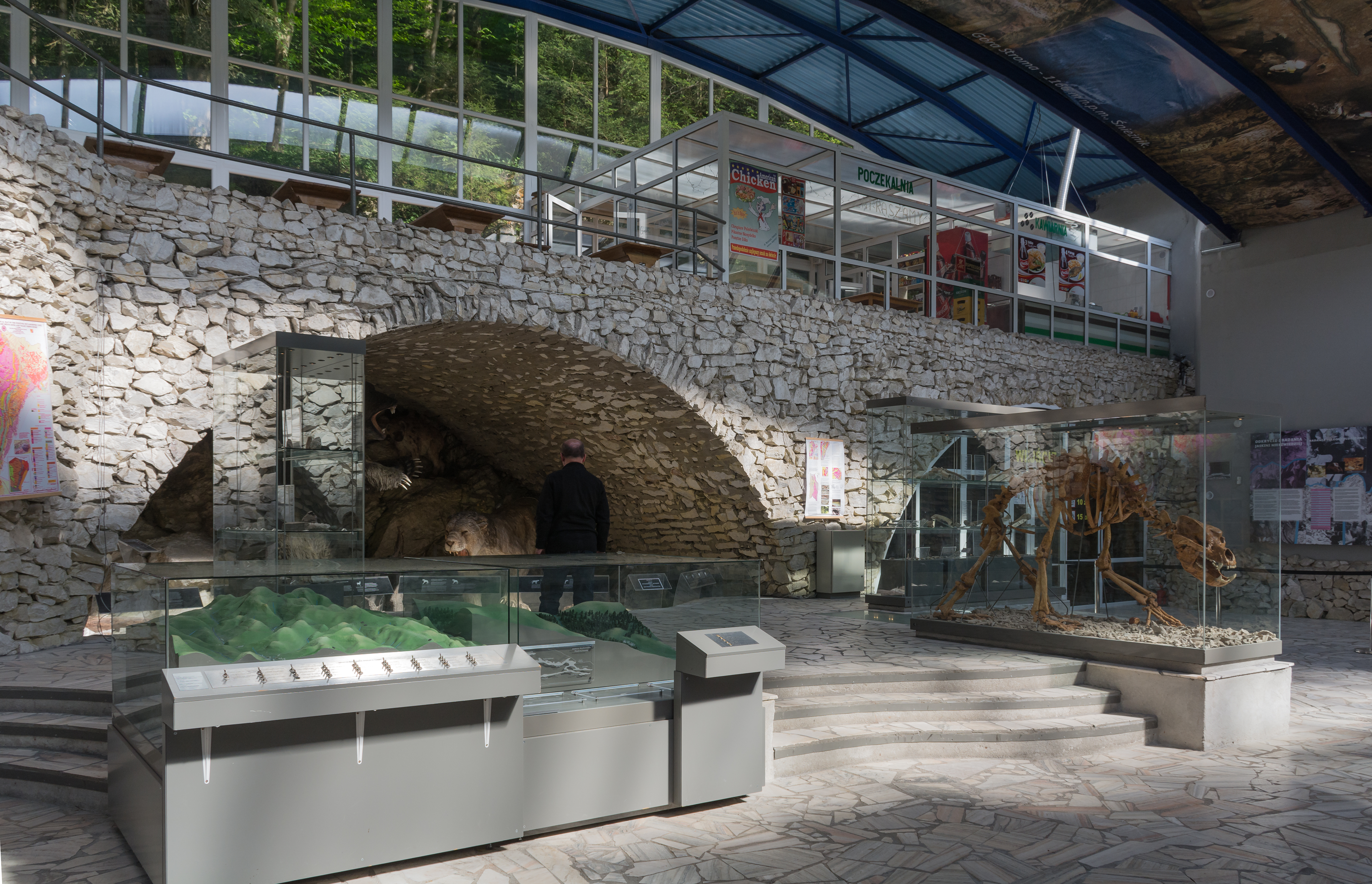
Exposition inside pavillon with skeletons of cave lion and cave bear
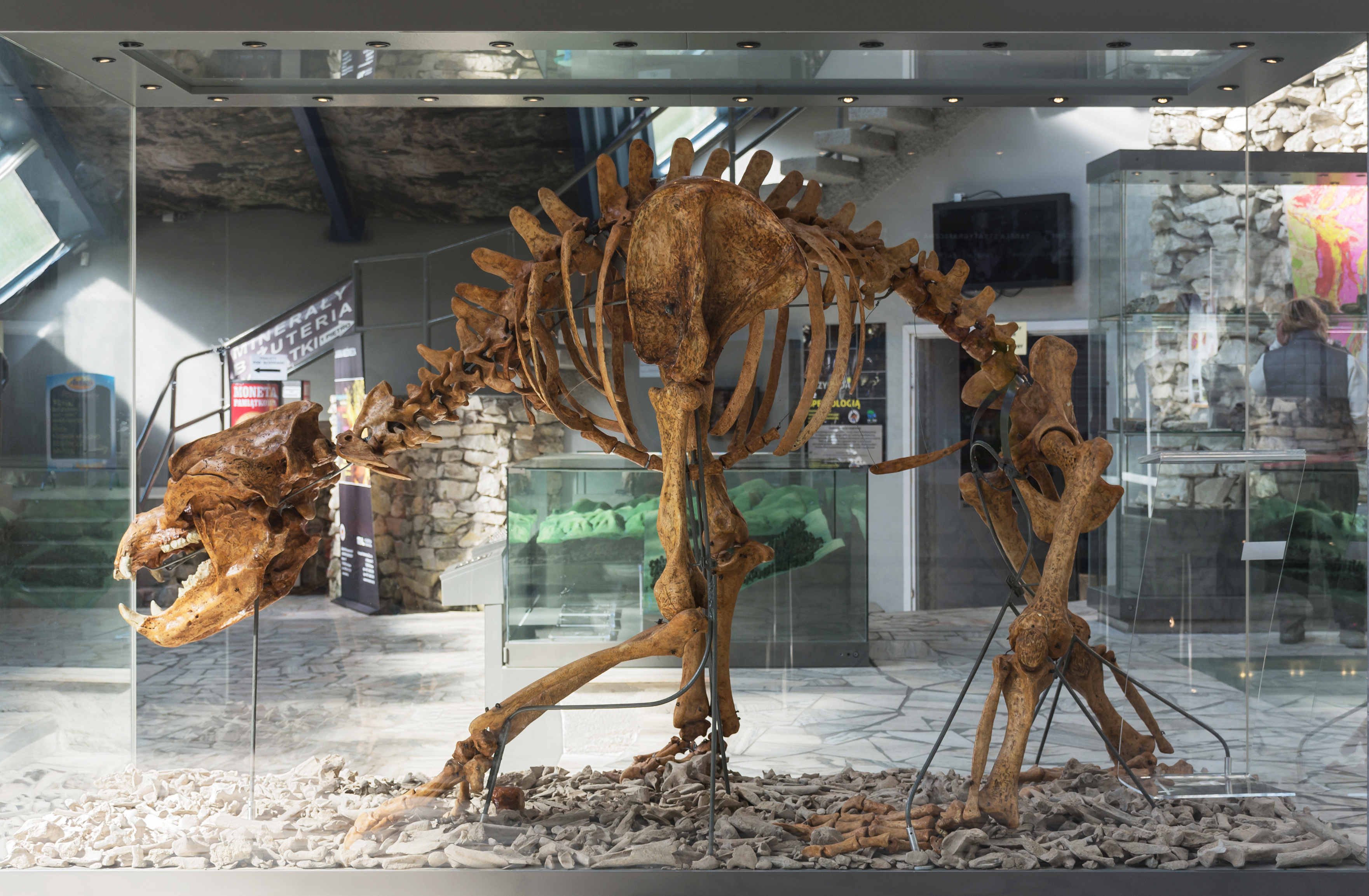
Skeleton of the cave bear inside the pavillon
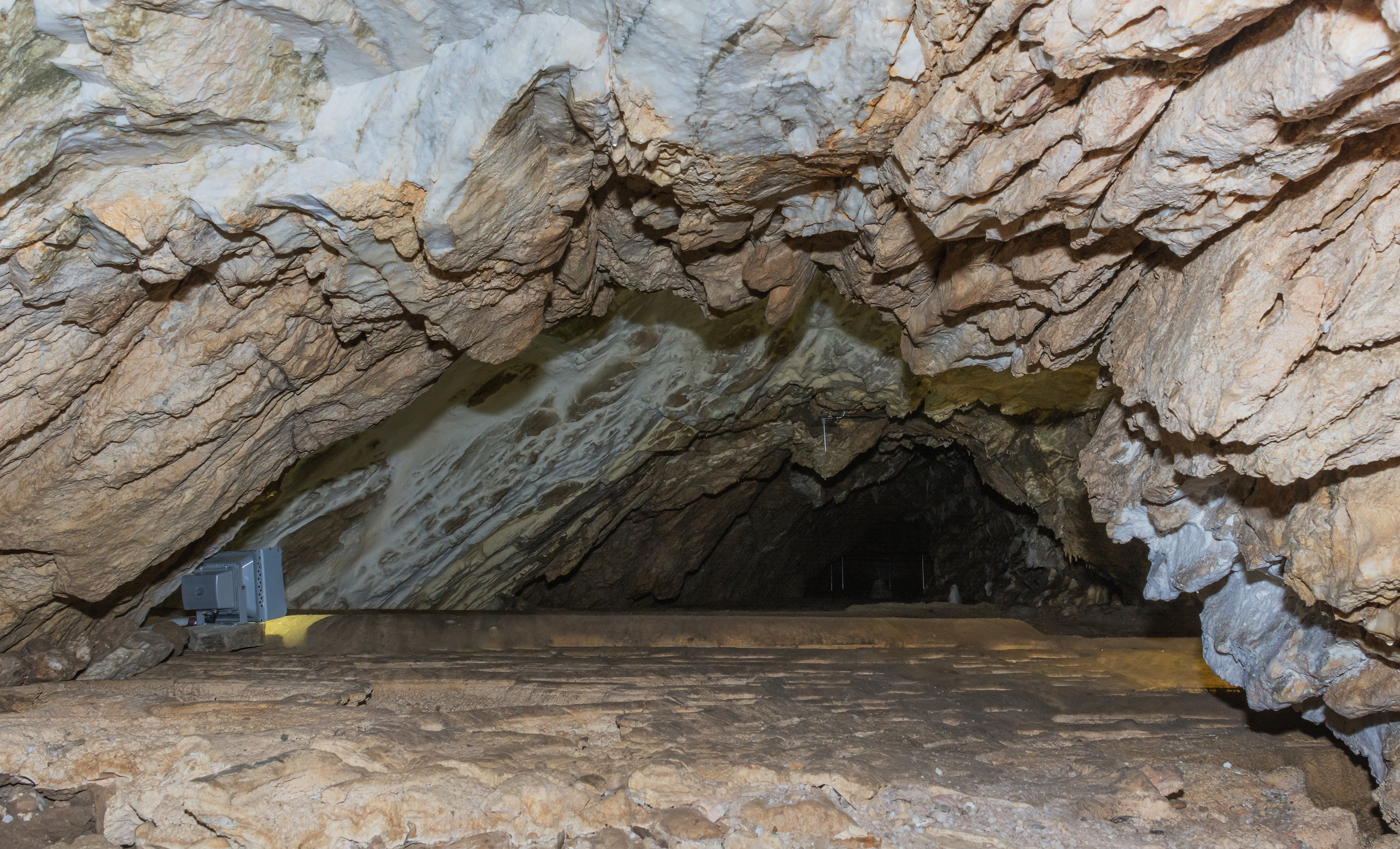
Natural entry to the cave
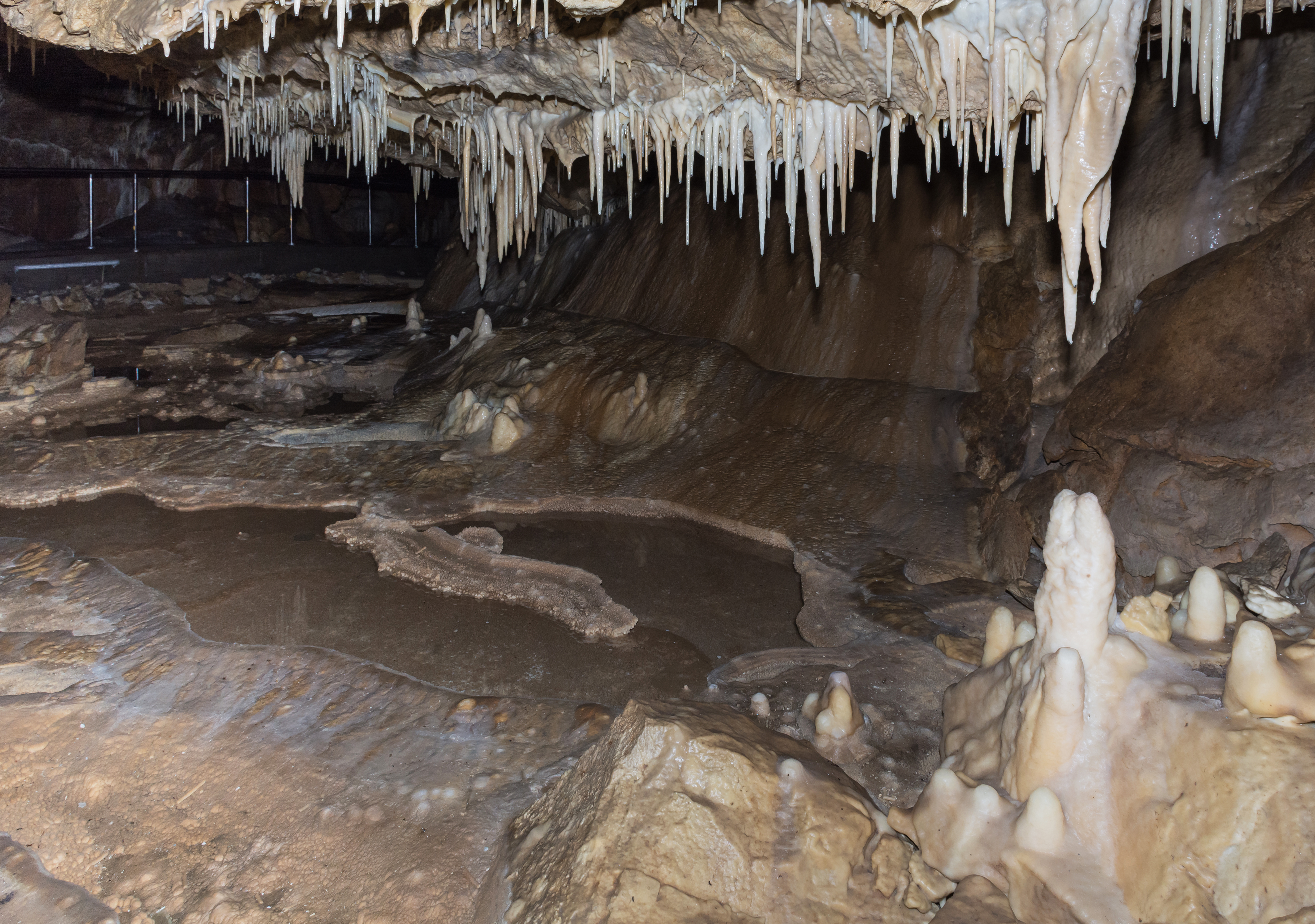
Speleothemes inside the cave
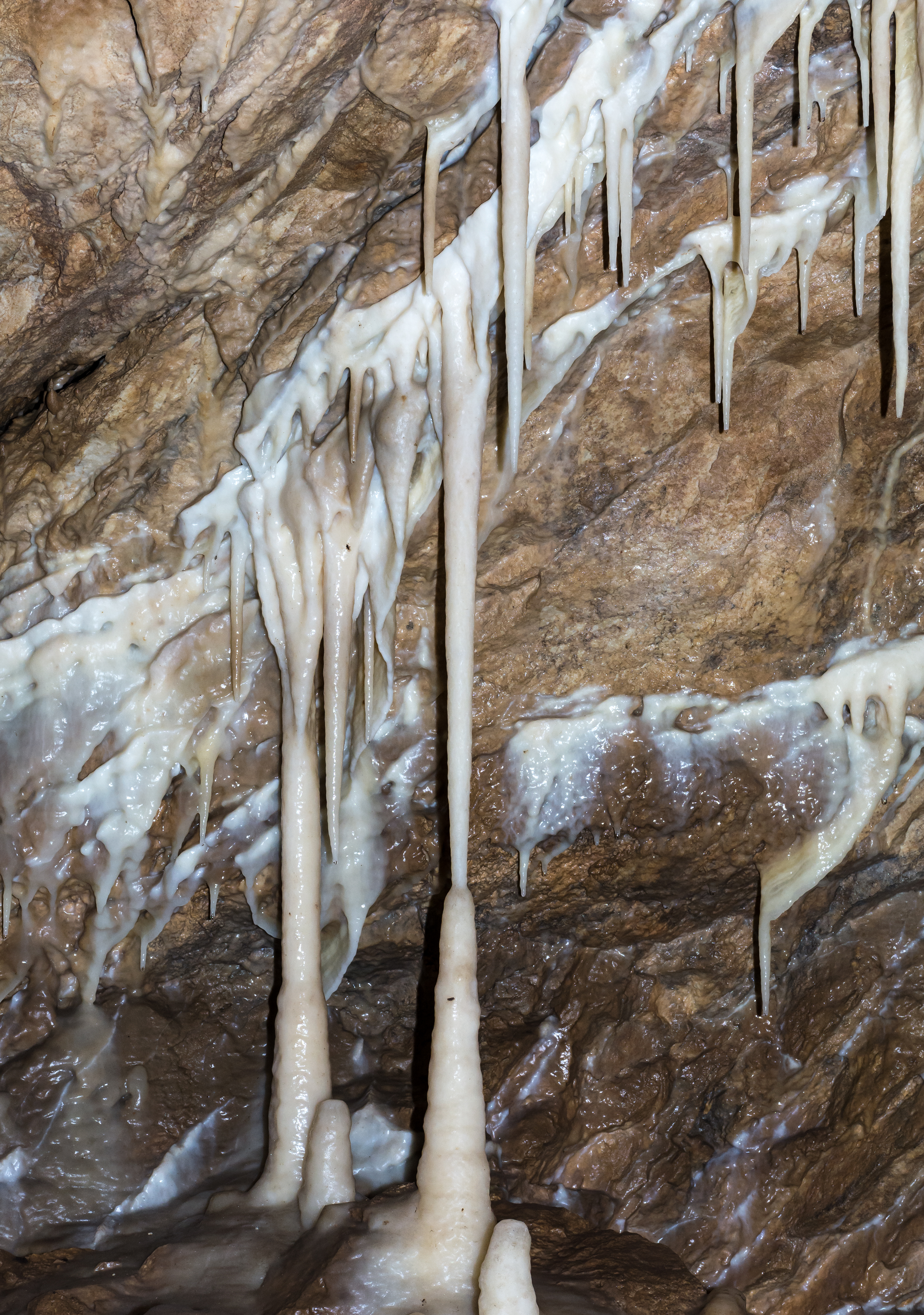
Stalagnates
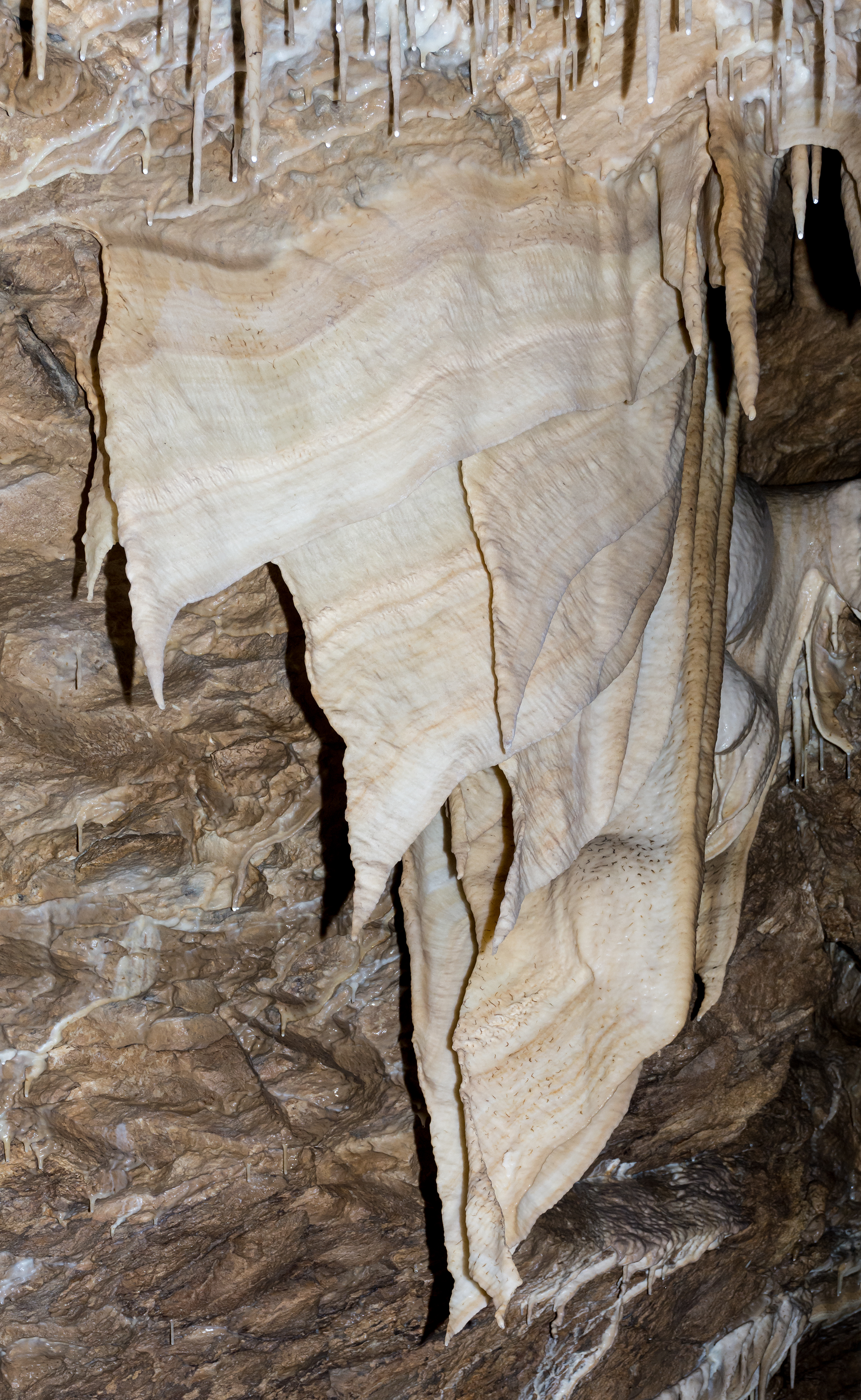
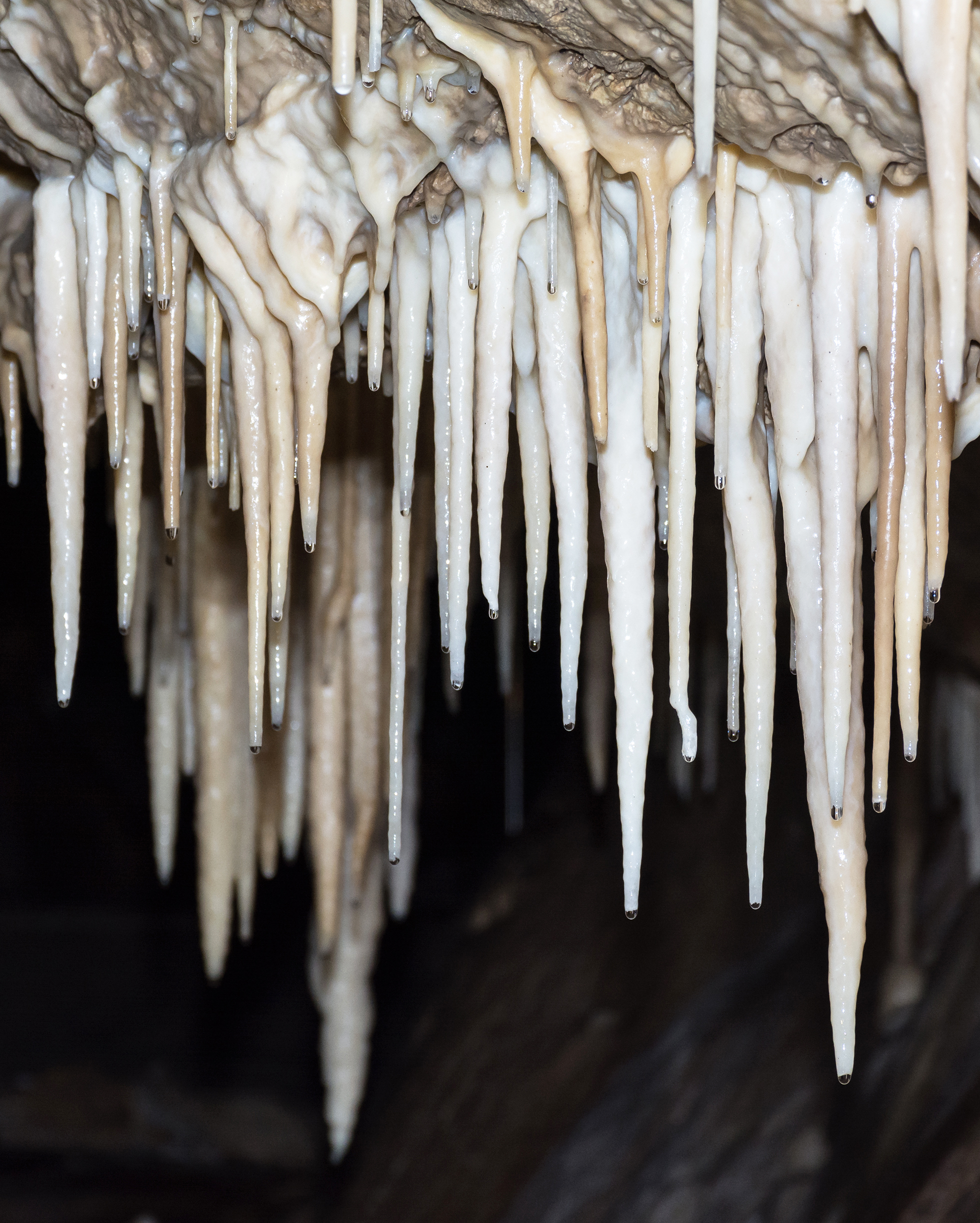
Stalactites
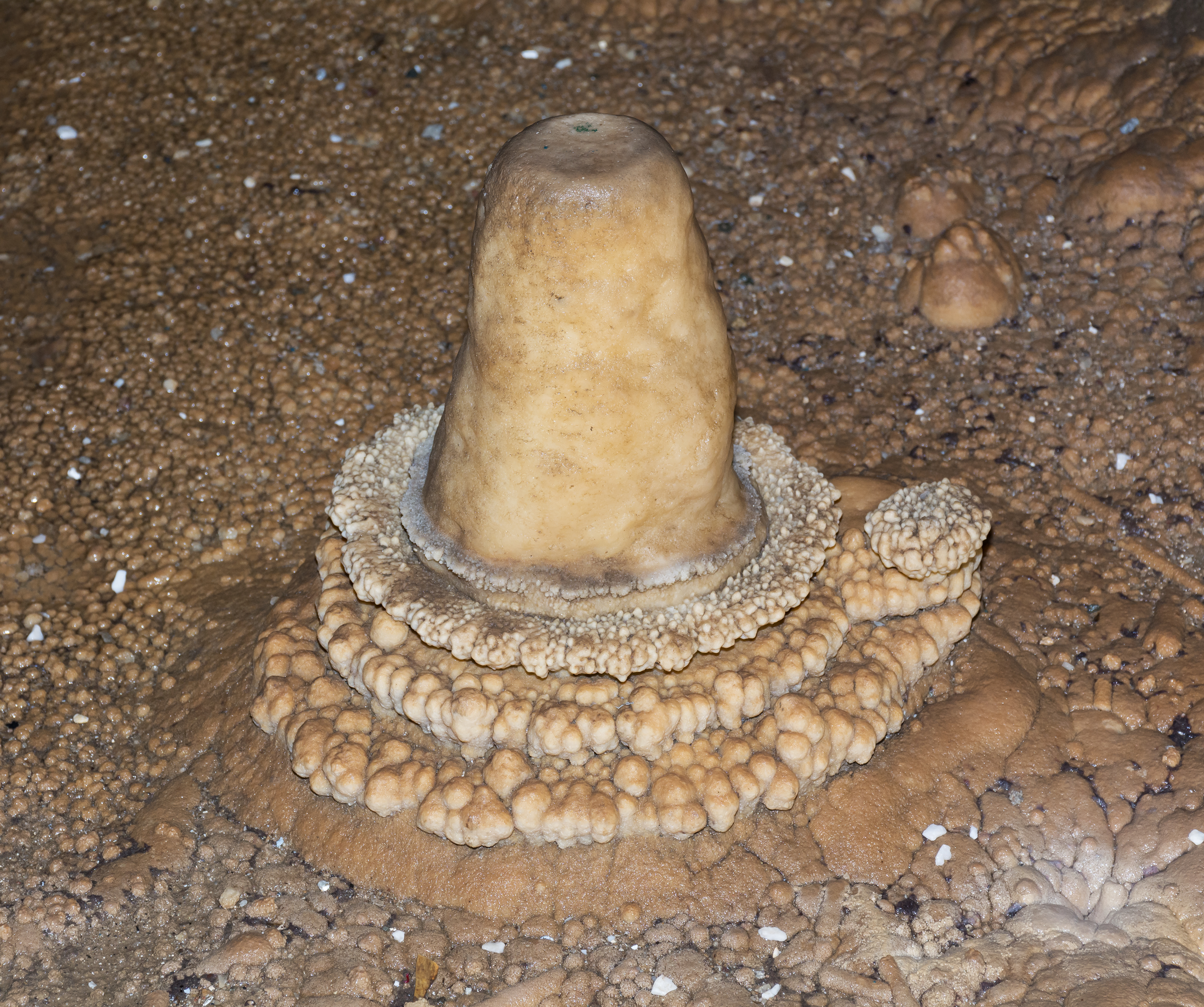
Stalagmites
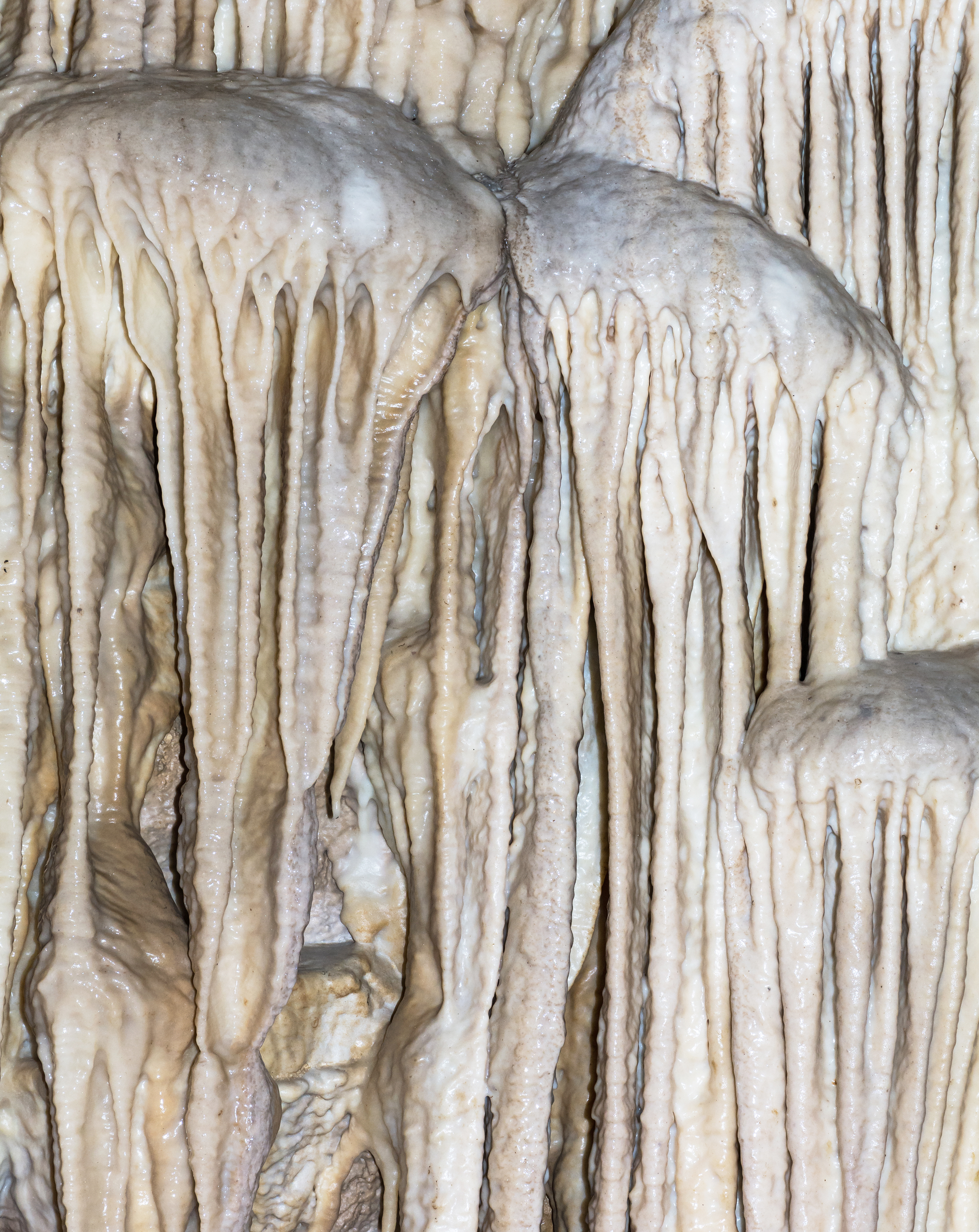
Cascades